# Smolar
Smolar je priimek več znanih Slovencev:
- Adi Smolar (*1959), kantavtor in pesnik
- Nataša Smolar Žvanut, biologinja, ekologinja